# 箕面市ふれあい安心名簿条例
箕面市ふれあい安心名簿条例（みのおしふれあいあんしんめいぼじょうれい）とは大阪府箕面市の条例。
自治会などの地域団体に個人情報保護に配慮した上で住民らの名簿作成を奨励することを目的としている。
本人の同意、名簿管理者の選出、3年以内の有効期限の設定、有効期限切れ後の回収、不正に扱えば法的責任が生じるなど個人情報保護に配慮した指針を定め、適合していれば市が認証することを規定している。
2009年5月にインフルエンザの流行で市内の小中学校が休校となった際に、個人情報保護への配慮のために市内にある19の小中学校の内の2校に名簿がなく、名簿がない2校から全家庭への連絡に手間取ったことがきっかけとなった。
2010年3月25日に市議会で成立し、4月1日から施行された。